# Suolahti
Suolahti – miasto w Finlandii, w prowincji Finlandia Środkowa, nad jeziorem Keitele. W 2006 roku miasto liczyło 5 368 mieszkańców.

## Historia
Wieś początkowo była znana jako Paadentaipale; pierwsze wzmianki o obecnej nazwie pochodzą z XVI wieku. W 1898 przez miejscowość poprowadzono linię kolejową i uruchomiono młyn parowy, co przyczyniło się do wzrostu uprzemysłowienia miasta. W latach 30. XX wieku Suolahti zwiększyło swą populację do ok. 2 tysięcy. W 1977 r. wioska otrzymała prawa miejskie.

## Znane osoby z Suolahti
- Petri Jakonen – piłkarz
- Kalle Hakkarainen – biegacz
- Jaakko-Ville Hintikka – gitarzysta

## Miasta partnerskie
- Borowicze, Rosja